# James LaRue
James S. LaRue (* 12. Mai 1934; † 30. Dezember 2012, auch: Jim LaRue) war ein US-amerikanischer Tontechniker.

## Leben
James LaRue begann seine Karriere als Tontechniker Ende der 1970er Jahre. Als Soundmischer arbeitete er von 1978 bis 1979 an der Fernsehserie Project U.F.O. Er arbeitete sowohl für das Fernsehen als auch für das Kino. ein größter Erfolg war eine Oscar-Nominierung in der Kategorie Bester Ton zusammen mit Michael Minkler, Bob Minkler und Lee Minkler für den Film Tron bei der Oscarverleihung 1983.
Seine letzte Arbeit war 2002 für eine Folge der Fernsehserie Akte X – Die unheimlichen Fälle des FBI. Danach beendete er seine 25-jährige Karriere. Er verstarb am 30. Dezember 2012 im Alter von 78 Jahren.

## Filmografie (Auswahl)
- 1978–1979: Project U.F.O. (Fernsehserie)
- 1979: Der Großstadtvampir (Vampire)
- 1980: Die Schnüffler (Tenspeed and Brown Shoe) (Fernsehserie)
- 1981: Joe Dancer – Ein harter Brocken (The Big Black Pill) (Fernsehfilm)
- 1982: Movie Madness
- 1982: Tron (TRON)
- 1983: Joe Dancer – Tote Zeugen nützen nichts (Murder 1, Dancer 0) (Fernsehfilm)
- 1983: Carpool – Ein Geldsack auf Reisen (Carpool) (Fernsehfilm)
- 1983: Nightmare – Mörderische Träume (Nightmare on Elm Street)
- 1985: The Hugga Bunch (Fernsehfilm)
- 1985: Royal Match (Fernsehfilm)
- 1985: Traffic School – Die Blech- und Dachschaden-Kompanie (Moving Violations)
- 1985: Der Schrecken der London Bridge (Bridge Across Time )
- 1988: Ab heute sind wir makellos (Perfect People)
- 1988: Jake und McCabe – Durch dick und dünn (Jake and the Fatman) (Fernsehserie)
- 1989: Nightingales (Fernsehserie)
- 1990–1991: Der rote Blitz (The Flash)
- 1991–1992: MacGyver (Fernsehserie)
- 1993: Body Bags
- 1996: Space Jam
- 1997: Party of Five (Fernsehserie)
- 1998: Abenteuer mit Ragtime (The Adventures of Ragtime)
- 1998–1999: Charmed – Zauberhafte Hexen (Charmed) (Fernsehserie)
- 2001–2002: Akte X – Die unheimlichen Fälle des FBI (The X-Files) (Fernsehserie)